# Geschwader Fledermaus
Pour plus de détails, voir Fiche technique et Distribution.
Geschwader Fledermaus est un film de guerre est-allemand réalisé par Erich Engel et sorti en 1958.
Le film est une adaptation de la pièce de théâtre éponyme de l'auteur allemand Rolf Honold (de). Le film se déroule en 1954 dans le milieu des mercenaires de la guerre d'Indochine ; la principale inspiration pour le film était la compagnie aérienne Civil Air Transport de Claire Lee Chennault. Il s'agit du premier long métrage allemand dans lequel figurent des acteurs principaux vietnamiens. C'est aussi le dernier film de son réalisateur.

## Synopsis
En 1954, durant la Guerre d'Indochine, la compagnie aérienne américaine du général Lee, appelée de manière informelle « Geschwader Fledermaus » (litt. « Escadron Chauve-souris »), transporte pour le compte du gouvernement français du matériel de ravitaillement pour l'armée en lutte contre le Việt Minh. Les pilotes de Lee sont tous des anciens combattants de la Seconde Guerre mondiale qui ont déjà effectué des missions au-dessus de l'Afrique, du Japon, de Berlin, de Hambourg et de Dresde.
Les pilotes ont rejoint Lee pour des raisons très diverses. Tex Stankowsky est victime d'un chantage à la pension alimentaire de la part de sa femme, alors qu'elle vit avec son meilleur ami. Mitch Bryk n'a pas pu terminer ses études parce qu'il devait s'occuper de sa mère et de ses sœurs. Les aviateurs occupent leur temps libre en consommant de l'alcool, en jouant au flipper et en se rendant dans une maison close de Hanoï.
Le pilote O'Brien, abattu, est remplacé par Sam Kirby, qui a combattu pendant la guerre mondiale. Il est mis au courant de la situation par Flessy, la secrétaire et maîtresse de Lee. Celle-ci n'est pas rose. Le Viêt-Minh a complètement encerclé la base de Tun Sao et l'a fermée à l'aide de la DCA, si bien que chaque approche ou départ est un risque pour les « chauves-souris ». Juridiquement, les Américains sont prudents, car selon le contrat, ils ne sont pas considérés comme des mercenaires tant qu'ils ne transportent pas de matériel de guerre ou de troupes françaises.
Mais le commandant français de la base, le colonel d'Allard, subit des pressions de la part du haut commandement de l'armée. Le nombre de blessés à Tun Sao augmente rapidement, ils ont besoin de soins médicaux de toute urgence. Bien que Lee sache que le transport de troupes est une rupture de contrat qui fait perdre aux pilotes la protection de la Convention de Genève, il accepte de payer des primes plus élevées. Il apaise les protestations initiales de Tex Stankowsky et d'autres pilotes par la perspective d'une augmentation de salaire. Le colonel méprise Lee ; il le considère comme un sujet pire qu'un « officier nazi ».
Entre-temps, Mitch Bryk a commencé à douter de son activité. Lors du dernier vol de retour, de nombreux blessés graves sont déjà morts dans son avion, faute de soins suffisants, et n'ont été déchargés que sous forme de cadavres. Mitch estime que la situation à la base est désespérée, mais les Français continuent malgré tout à faire venir de la « chair à canon ».
Mitch entre en contact avec Thao, qui travaille pour l'armée de l'air française comme opératrice radio et interprète. Lorsqu'un officier français veut obliger des prisonniers vietminh à charger des munitions et que ceux-ci refusent en évoquant leur statut de prisonniers de guerre, il les menace d'être exécutés. Thao sert d'interprète, les prisonniers cèdent, mais cela lui vaut d'être traitée de « pute de Français ».
Thao est également en contact avec Dong, un étudiant vietnamien qui travaille au bar des « chauves-souris ». Un jour, un dépôt de munitions explose sur la base. La gendarmerie de campagne française identifie Dong comme étant l'auteur du crime. Pour le forcer à avouer et en savoir plus sur les commanditaires, Dong est torturé, mais ne révèle rien. Finalement, il doit être exécuté par pendaison. Il refuse l'offre d'avoir la vie sauve en échange d'une trahison des commanditaires et est exécuté.
Pendant ce temps, Flessy commence elle aussi à douter de la façon dont elle vit avec Lee. Elle aspire à la sécurité et à la tranquillité. Mais pour Lee, un ancien combattant qui a déjà servi en Bolivie et volé pour Tchang Kaï-chek, il n'y a plus de perspective de vie bourgeoise. Flessy est désespéré.
Mitch Bryk ne supporte pas l'alcool, mais il s'enivre avec ses camarades et tente ensuite de violer Thao. Celle-ci lui assène un coup de cendrier sur la tête et s'enfuit de sa chambre. Le lendemain, Mitch tente de s'excuser auprès d'elle. Ils entament une conversation, au cours de laquelle Thao apprend que Mitch veut quitter la guerre. Lorsqu'elle lui demande s'il volerait aussi pour les « rouges », il répond que les mouvements de libération n'ont pas d'argent pour payer des aviateurs et qu'ils ne peuvent compter que sur eux-mêmes. Mitch apprend à son tour que Thao a étudié jusqu'à présent à la Sorbonne à Paris. Il n'est pas sûr des raisons qui la poussent à travailler ici comme opératrice radio.
Sur la base arrive la célèbre journaliste américaine à sensation Sandra Seyler, une jeune et belle blonde que les pilotes veulent impressionner et qui veut entrer dans la base malgré les risques élevés. Le colonel d'Allard admire également Seyler. Elle est l'une des rares Américaines à savoir ce que l'Amérique doit à la culture européenne, ce à quoi le cynique Lee le provoque en lui demandant s'il fait référence aux guerres coloniales. Le colonel se défend. Selon lui, la France ne défend pas seulement sa colonie, mais les idéaux de l'ensemble du monde libre : il faut exterminer les barbares.
Lorsque Seyler demande pourquoi l'escadron porte le nom de la chauve-souris, Mitch répond de manière ambiguë : « Parce que les chauves-souris volent la nuit - et sont aveugles ». Contrairement à Seyler, Mitch ne sympathise pas avec les Français ; il a appris dans sa jeunesse que l'Amérique compatissait avec les peuples opprimés et s'opposait à la colonisation, mais entre-temps, les livres d'histoire ont dû être réécrits. Seyler demande la pendaison de tous les communistes, mais Mitch fait remarquer qu'il y en a désormais plus de 900 millions.
Peu à peu, la situation devient de plus en plus critique pour les pilotes, car le Vietminh utilise désormais même des radars pour sa DCA. Finalement, d'Allard exige que des munitions soient acheminées par avion vers la base, car le dépôt de munitions a également explosé à la suite d'un sabotage. Comme le contrat de Lee a entre-temps expiré, il refuse. Le colonel est indigné : alors que la France se bat pour sa colonie, les Américains se comportent comme des détrousseurs de cadavres. Lee réagit froidement ; les Français ne feraient pas mieux à sa place. Le Français se défend : Paris est toujours la capitale intellectuelle du monde, l'humanité a appris de la France ce qu'est la culture. Lee montre la potence à laquelle Dong a été pendu : « Qu'est-ce qui pend à cette potence, leur culture ? »
Le colonel s'adresse alors directement aux pilotes, qui acceptent contre une augmentation considérable du prix de la mission, bien que les machines appartiennent à Lee. Ils sont devenus des mercenaires pour de bon. Flessy veut les arrêter, mais, à l'exception de Mitch, ils sont grisés par la perspective d'un salaire élevé. Alors qu'ils se dirigent à nouveau vers Tun Sao, la base aérienne apprend que le chiffrage radio a été divulgué. Lee comprend immédiatement le danger. Il tente désespérément de convaincre les hommes de faire demi-tour par radio, mais les pilotes croient à une ruse de Lee. L'un après l'autre, les avions de Tex, Terry et Andy West sont incendiés.
Soudain, la baraque des « chauves-souris » est bouclée par la gendarmerie. Les gendarmes cherchent « la jaune », Thao. Apparemment, c'est elle qui a divulgué le chiffrage de la radio. Mitch la trouve cachée sous la douche. Il la fait sortir clandestinement de la baraque, maîtrise un poste de garde sur un Dakota et s'envole avec elle dans le ciel nocturne vers la zone libérée du Vietminh.

## Fiche technique
- Titre original : Geschwader Fledermaus[1]
- Réalisation : Erich Engel
- Scénario : Hans Székely, Rolf Honold (de) (collaboration), Ilse Langosch (dramaturgie)
- Photographie : Karl Plintzner (de), Erwin Anders (de)
- Montage : Hildegard Tegener
- Musique : Hanns Eisler
- Sociétés de production : Deutsche Film AG
- Pays de production :  Allemagne de l'Est
- Langue originale : allemand
- Format : Noir et blanc - Son mono - 35 mm
- Durée : 98 minutes
- Genre : film de guerre
- Date de sortie : 
  - Allemagne de l'Est : 23 décembre 1958

## Distribution
- Wolfgang Heinz : Général Lee
- Christine Laszar : Ruth « Flessy » Flessing
- Günther Simon : Tex « Stan » Stankowsky
- Kurd Pieritz : Mitch Bryk, pilote
- Norbert Christian (de) : Terry Varney, pilote
- Hans Walter Clasen (de) : Andy West, pilote
- Werner Lierck (de) : Sam Kirby, pilote
- Otto Stark (de) : Leo Cayman, pilote
- Gerhard Frei (de) : Percy Brown, pilote
- Horst Schön (de) : Smart Lewis, pilote
- Dom de Beern (de) : John Cainfield, pilote
- Wolf Martini (de) : Colonel d'Allard
- Nguyen Thi Hoa : Thao, interprète vietnamienne
- Nguyen Danh Tan : Dong, étudiant vietnamien
- Benno Bentzin (de) : Lieutenant Matthieu
- Johann Krittel : Lieutenant Lambert
- Thea Elster (de) : Sandra Seyler
- Gerd Biewer (de) : Phillip
- Fritz Decho (de) : Jean
- Fritz-Ernst Fechner (de) : Jim, copilote
- Walter E. Fuß (de) : Anatol
- Klaus Gendries (de) : Barney, copilote
- Wolfgang Hübner (de) : Blessé enragé
- Augustin Kovacz : Robert, copilote
- Horst Kube : Sergent Pezin
- Heinz Kögel (de) : Feldgendarm Labe
- Hans Klering (de) : 1er gendarme
- Fred Ludwig (de) : Feldgendarme Pascale
- Harald Moszdorf : Allan, copilote
- Willi Neuenhahn (de) : George, copilote
- Alexandre Papendiek (de) : Jacques, opérateur radio
- Otto Roland (de) : Officier médical
- Werner Senftleben (de) : William, copilote
- Hans-Edgar Stecher (de) : Paul
- Jochen Thomas (de) : Gaston
- Karl-Heinz Weiß (de) : Greg, copilote
- Albert Zahn (de) : Pierre
- Ingo Baerow (de) : Ordonnance Roger
- Fritz Melchior : Feldgendarm Rouen
- H. Block : Marcel
- Hans-Ulrich Lauffer (de) : garde
- Rolf Ripperger (de) : garde
- Jürgen Degenhardt (de) : garde
- Georg Helge (de) : garde
- Paul Funk : garde
- Hans Schmidt : garde

## Production
Le scénario est adapté de la pièce de théâtre du même nom de Rolf Honold, qui a été jouée pour la première fois le 19 mai 1955 sous sa direction au Theater am Dom d'Osnabrück. L'intrigue est basée sur un article de journal français. Le 7 novembre 1955, la première représentation eut lieu au Theater der Zeit de Munich, où Christine Laszar jouait déjà le rôle de Flessy. Le 6 janvier 1956, la pièce a été diffusée par la Südwestfunk sous forme de jeu télévisé, sous la direction du metteur en scène de théâtre berlinois Frank Lothar ; les rôles principaux étaient tenus entre autres par Alexander Golling et Horst Frank. En 1957, la pièce est parue en version imprimée aux éditions munichoises Kurt Desch,.
La date du début de la collaboration entre Honold et le studio DEFA n'est pas claire. La DEFA a apparemment réussi à engager deux acteurs vietnamiens grâce à des contacts au Nord-Vietnam. Les figurants de la séquence des prisonniers étaient des étudiants nord-vietnamiens et nord-coréens. L'ensemble du film a été réalisé en studio ou sur le site des studios de la DEFA à Babelsberg ; toutes les scènes de vol sont animées. Les séquences d'animation ont été réalisées par les époux Ernst et Vera Kunstmann, célèbres créateurs d'effets spéciaux qui ont également recréé le modèle du navire pour le film Titanic (1943) de Herbert Selpin et Werner Klingler, le vol sur un boulet de canon dans le film Les Aventures fantastiques du baron Münchhausen (1943) de Josef von Báky, et les effets spéciaux novateurs du film de science-fiction L'Étoile du silence (1960) de Kurt Maetzig.
La première du film a eu lieu le 23 décembre 1958 au cinéma Babylon de Berlin,.
L'interprète de Thao, Nguyen Thi Hoa, a été, après Schnitzler, combattante du front dans l'armée populaire avec de hautes distinctions, puis présentatrice radio et chanteuse. C'est elle qui a chanté la chanson composée par Eisler avec des éléments vietnamiens qui est jouée à la fin du film.

### Différences avec la pièce de théâtre originale
La structure dramaturgique de base du film correspond à la version publiée à Osnabrück en 1957. Toutefois, dans le détail, il y a d'importantes divergences d'ordre idéologique, apparemment dues au scénariste Hans Székely. Le personnage de Dong a été ajouté en plus, c'est pourquoi il n'y a pas d'acte de sabotage mené par lui dans la base aérienne, ni de torture et d'exécution. Thao (Binh Nao dans la pièce) n'est pas une combattante clandestine du Vietminh, c'est pourquoi il n'y a pas d'évasion commune avec Mitch Bryk. La pièce se termine par la destruction de l'escadron de chauve-souris et par un ordre de Lee : « Flessing, enregistrez : Message radio à Donavan, Philadelphie - stop - demande immédiatement 12 Dakotas des stocks de l'armée - stop - recrute un nouvel équipage - stop - Lee ».

## Accueil critique
Geschwader Fledermaus a fait l'objet d'une critique détaillée de Karl Eduard von Schnitzler dans le Filmspiegel (de). L'œuvre est « la première superproduction de la DEFA ». Hans Walter Clasen, dans le rôle d'Andy West, est « oppressant et authentique avec sa dureté et sa brutalité » ; l'interprétation de Wolfgang Heinz dans le rôle du général Lee est « tout simplement magistrale ». Le film est remarquablement photographié, mais présente des faiblesses au niveau du son. Ce qui se passe dans le film est tout à fait actuel au vu des guerres coloniales contemporaines : « Ce qui se passe au Vietnam dans le film s'est produit il y a quelques mois en Jordanie et au Liban. L'Algérie et Chypre ne sont pas non plus à l'abri. Et le chahut entre les Américains et les Français, la mauvaise cause commune des impérialistes en même temps que la jalousie, la haine, le chantage et les menaces entre eux - tout cela était désormais à l'ordre du jour de l'OTAN et du marché commun le jour de la première de Geschwader Fledermaus ... ». Le film serait en outre « réaliste - non seulement dans la représentation du crime et de la violence, mais aussi dans la représentation des mercenaires, qui ne sont pas seulement des gens avides d'argent et sans conscience, mais aussi des victimes, qui ne sont pas seulement d'une âme noire, méchantes et mauvaises, mais avec des restes de traits humains diversement conservés ».